# Sudlersville
Sudlersville és una població dels Estats Units a l'estat de Maryland. Segons el cens del 2000 tenia 391 habitants.

## Demografia
Segons el cens del 2000, Sudlersville tenia 391 habitants, 167 habitatges, i 106 famílies. La densitat de població era de 487 habitants per km².
Dels 167 habitatges en un 26,9% hi vivien nens de menys de 18 anys, en un 47,9% hi vivien parelles casades, en un 12,6% dones solteres, i en un 36,5% no eren unitats familiars. En el 32,9% dels habitatges hi vivien persones soles el 18,6% de les quals corresponia a persones de 65 anys o més que vivien soles. El nombre mitjà de persones vivint en cada habitatge era de 2,31 i el nombre mitjà de persones que vivien en cada família era de 2,89.
Per edats la població es repartia de la següent manera: un 23% tenia menys de 18 anys, un 8,4% entre 18 i 24, un 27,1% entre 25 i 44, un 21,2% de 45 a 60 i un 20,2% 65 anys o més.
L'edat mediana era de 39 anys. Per cada 100 dones de 18 o més anys hi havia 84,7 homes.
La renda mediana per habitatge era de 42.656 $ i la renda mediana per família de 50.208 $. Els homes tenien una renda mediana de 32.159 $ mentre que les dones 23.250 $. La renda per capita de la població era de 19.528 $. Entorn del 6% de les famílies i el 4,4% de la població estaven per davall del llindar de pobresa.

## Poblacions més properes
El següent diagrama mostra les poblacions més properes.